# Perduti nei Quartieri Spagnoli
Perduti nei Quartieri Spagnoli è il romanzo d'esordio dell'autrice statunitense Heddi Goodrich, pubblicato nel 2019. 
Il romanzo è parzialmente autobiografico, in quanto si rifà all'esperienza dell'autrice come studentessa straniera a Napoli.
Il libro è stato scritto in lingua italiana e successivamente tradotto in inglese, col titolo Lost in the Spanish Quarter, e in spagnolo, col titolo El futuro es simplemente un nuevo día.

## Trama
Heddi, donna americana giovane che vive in Nuova Zelanda dove fa l'insegnante, riceve inaspettatamente un'e-mail da Pietro Iannace, il suo antico amore. Gli risponde e tra i due inizia uno scambio epistolare. Rievoca così il tempo in cui si erano conosciuti e avevano vissuto una storia insieme.
Negli anni Novanta, Heddi era una studentessa universitaria di glottologia all'Università degli Studi di Napoli "L'Orientale", che divideva con altri studenti (Luca, Angelo, Tonino e Sonia) un appartamento in un fatiscente palazzo dei Quartieri Spagnoli di Napoli. Un giorno fece la conoscenza di Pietro, studente di geologia invitato in casa da un suo coinquilino, e rimase colpita da un atto particolarmente gentile compiuto nei suoi confronti, così cominciò  a frequentarlo. 
Il crollo di una parte del soffitto dell'appartamento di Heddi e compagnia costrinse gli inquilini a trovare altre sistemazioni fino alla fine dei lavori di ristrutturazione. Heddi si trasferì così nell'alloggio dove vivono Pietro, suo fratello Gabriele e la loro coinquilina francese Madeleine; dopo diverse settimane, Pietro la condusse a Vallesaccarda, nell'Irpinia, per presentarla ai suoi genitori. Il padre Ernesto l'accolse in modo gioviale, mentre la madre Lidia, dietro una cortesia di facciata, non accettò che il figlio si mettesse insieme con una straniera. Pietro confidò a Heddi che non aveva intenzione di coltivare i terreni posseduti dalla sua famiglia ma di venderli per realizzare del denaro liquido; riteneva comunque di essere in grado di far accettare Heddi a sua madre, col tempo. Si succedettero quindi diverse visite a Vallesaccarda e un viaggio di Heddi e Pietro in Grecia, accompagnati dal padre della ragazza e da sua moglie Barbara.
Dopo che i due ebbero concluso gli studi, Heddi lavorò in nero per alcuni mesi in un bar, mentre Pietro fu chiamato a svolgere il servizio civile a Monte Porzio Catone, in una biblioteca. Heddi andò a trovarlo, ma Pietro le sembrò cambiato: le rivelò che in nessun caso avrebbe voluto rompere i legami con la sua famiglia, né disfarsi dei suoi campi che gli assicureranno in ogni caso una certa solidità economica. Pietro poi si sentì male e fu operato per uno pneumotorace; passò tutta la convalescenza in casa dei suoi genitori, senza tornare a Napoli che ormai gli era divenuta odiosa. Heddi tornò negli Stati Uniti senza rivederlo, avendo compreso che la loro storia era ormai finita.
Al tempo dello scambio epistolare, Pietro vagheggia l'idea di prendere l'aereo per andare a trovare Heddi in Nuova Zelanda, nonostante questa abbia un nuovo compagno di vita e sia sul punto di sposarsi, ma trova poi una scusa per desistere nell'operazione che ha subito, che gli sconsiglierebbe di salire ad alta quota.

## Personaggi
- Heddi: la protagonista e voce narrante della storia. Il suo primo lungo periodo di soggiorno in Italia risale ai tempi della scuola superiore (come avvenne in effetti all'autrice), cosa che la ha permesso di padroneggiare la lingua italiana.
- Luca Falcone: coinquilino di Heddi. Alto, biondo, dal fisico atletico, ha un notevole ascendente sulle donne, Heddi compresa. Ha un carattere fortemente risoluto e indipendente. Sceglie di fare il servizio militare anziché quello civile, come diceva inizialmente ai suoi amici, e con loro grande stupore decide di restare nell'esercito anche dopo la scadenza. Suon il basso e la chitarra.
- Angelo: coinquilino di Heddi. Tra i vari abitanti dell'appartamente è quello più appariscente, con i capelli rasta e un piercing al naso.
- Tonino: coinquilino di Heddi.
- Davide: amico di Luca Falcone, insieme col quale suona in un complesso. È grazie a lui che avviene l'incontro tra Heddi e Pietro.
- Sonia: giovane sarda, coinquilina di Heddi. Dopo la laurea parte per il Portogallo con una borsa di studio.
- Carlo: studente d'ingegneria, di buona famiglia napoletana, che ha una storia sfortunata con Sonia.
- Pietro Iannace: il grande amore di Heddi. Alla fine della vicenda vive ancora a Vallesaccarda, lavorando agli impianti eolici e si rassegna a mettersi insieme con una ragazza del posto, come i suoi genitori desideravano fin dall'inizio.
- Gabriele Iannace: fratello di Pietro, studente di architettura. È grazie a lui che Pietro ottiene di proseguire gli studi iscrivendosi all'università. In un momento di confidenze, rivela a Heddi la propria omosessualità.
- Ernesto Iannace: padre di Pietro, Gabriele e del terzo fratello Vittorio, che è stato praticamente ripudiato dalla famiglia per avere sposato una straniera scegliendo di restare in Svizzera, dove i suoi genitori erano emigrati per quindici anni e avevano avuto i loro figli.
- Lidia coniugata Iannace: madre di Pietro, Gabriele e Vittorio. Tipica casalinga del Sud, che rappresenta il maggior ostacolo alla storia di Heddi e Pietro.
- Il padre di Heddi: professionista statunitense, separato dalla moglie e risposato. Ha in parte ascendenze indiane.
- Barbara: matrigna di Heddi.
- Giuliano: compagno di Pietro nel servizio civile e suo coinquilino a Monte Porzio Catone.
- Rita: donna di Castellammare di Stabia, prima padrona di casa di Heddi in Italia quando questa frequentava le scuole superiori. Heddi rimane in contatto con lei e la chiama affettuosamente zia.
- Il senzatetto: barbone con le gambe amputate che sosta col suo cane fuori da un bar a Napoli. Un giorno Heddi lo nota e ne ha compassione, così spesso va a portargli la colazione. È di madrelingua tedesca e una volta confida di essere stato prete.

## Edizioni
- Heddi Goodrich, Perduti nei Quartieri Spagnoli, Scrittori Giunti 67, Firenze, Giunti, ISBN 9788809778320.